# 錫古恩薩主教座堂
錫古恩薩主教座堂（Cathedral of Sigüenza），官方名稱為聖瑪麗亞大教堂，是位於西班牙卡斯蒂利亚-拉曼恰锡古恩萨的主教座堂，
這座大教堂奉獻給聖瑪麗亞，即锡古恩萨的守護聖人。其成立可以追溯到1124年1月，當時主教貝爾納爾德·阿讓在阿方索六世的女兒烏拉卡一世統治下，從穆斯林手中重新奪回了這座城市。貝爾納爾德在1121年已由托萊多大主教貝爾納爾德·德·塞迪拉克任命為主教，塞迪拉克是克呂尼修道院的成員。萊昂和卡斯蒂利亞的阿方索七世賦予特權和捐贈以促進人口增長，統一了兩個城鎮：位於城堡周圍的上城和圍繞埃納雷斯河水道的摩爾人區的下城。
哥德式的中央殿堂建於15世紀。16世紀時，羅曼式的側壁半圓殿被拆除以建造迴廊。主立面的兩座外塔上裝有城垛。

### 書籍
- Ávila, Ana. . Barcelona: Anthropos. 1993. ISBN 84-7658-417-2 （西班牙语）.
- Gómez Moreno, Elena. . Barcelona: Instituto Gallach. 1947 （西班牙语）.
- Navascués Palacio, Pedro; Sarthou Carreres, Carlos. . Madrid: Espasa Calpe. 1997. ISBN 84-239-7645-9. OCLC 249825366 （西班牙语）. Edición especial para el Banco Bilbao Vizcaya
- Pérez Villamil, Manuel. . Madrid. 1899 （西班牙语）.